# 1854.
◄ | 18. stoljeće | 19. stoljeće | 20. stoljeće | ►
◄ | 1820-ih | 1830-ih | 1840-ih | 1850-ih | 1860-ih | 1870-ih | 1880-ih | ►
◄◄ | ◄ | 1851. | 1852. | 1853. | 1854. | 1855. | 1856. | 1857. | ► | ►►
Arhitektura • Astronomija • Biologija • Fotografija • Glazba • Kazalište • Kemija • Kiparstvo • Knjige • Književnost • Kršćanstvo • Meteorologija • Medicina • Politika • Pravo • Promet • Slikarstvo • Šport • Znanost • Željeznički promet

## Događaji
- osniva se Karlovačka pivovara u Karlovcu[1]
- vjenčanje cara Franje Josipa I. i carice Elizabete

## Rođenja
- 9. ožujka – Josip Margitaj, hrvatski pisac, učitelj i mađaron († 1934.)
- 15. ožujka – Emil Adolf von Behring, njemački liječnik i imunolog († 1917.)
- 29. travnja – Henri Poincaré, francuski matematičar i teorijski fizičar († 1912.)
- 6. lipnja – Ante Kovačić, hrvatski književnik († 1889.)
- 4. kolovoza – Marija Zankovecka, ukrajinska kazališna glumica († 1934.)
- 16. listopada – Oscar Wilde, irski književnik († 1900.)
- 20. listopada – Arthur Rimbaud, francuski pjesnik († 1891.)
- 26. listopada – Ksaver Šandor Gjalski, hrvatski književnik († 1935.)
- 31. listopada – Hermann Oldenberg, njemački indolog († 1920.)
- 5. studenog – Paul Sabatier, francuski kemičar i nobelovac († 1941.)

## Smrti
- 31. svibnja – Vatroslav Lisinski, hrvatski skladatelj (* 1819.)
- 7. travnja – Georg Simon Ohm, njemački fizičar (* 1787.)

## Vanjske poveznice
|  | Zajednički poslužitelj ima još gradiva o temi 1854. |